# Clase Forrest Sherman
Los 18 destructores de la clase Forrest Sherman formaron la primera clase de destructores estadounidenses de la posguerra. Encargados a partir de 1955 para la Armada de los Estados Unidos, estos barcos sirvieron hasta finales de la década de 1980. Su armamento sufrió modificaciones considerables durante sus años de servicio. Cuatro se convirtieron en destructores de misiles guiados. Esta clase también sirvió como base para los destructores de misiles guiados de la clase Charles F. Adams.
Dos barcos de la clase se convirtieron en barcos museo, nueve se hundieron en ejercicios de entrenamiento como blancos navales y los demás se desguazaron.